# Parc territorial de la rivière Vomano
Le Parc territorial de la rivière Vomano (en italien, Parco territoriale attrezzato del Fiume Vomano) est un espace naturel protégé créé dans les Abruzzes en 1995. Il est situé sur le territoire de Montorio al Vomano, dans la province de Teramo,.

## Description

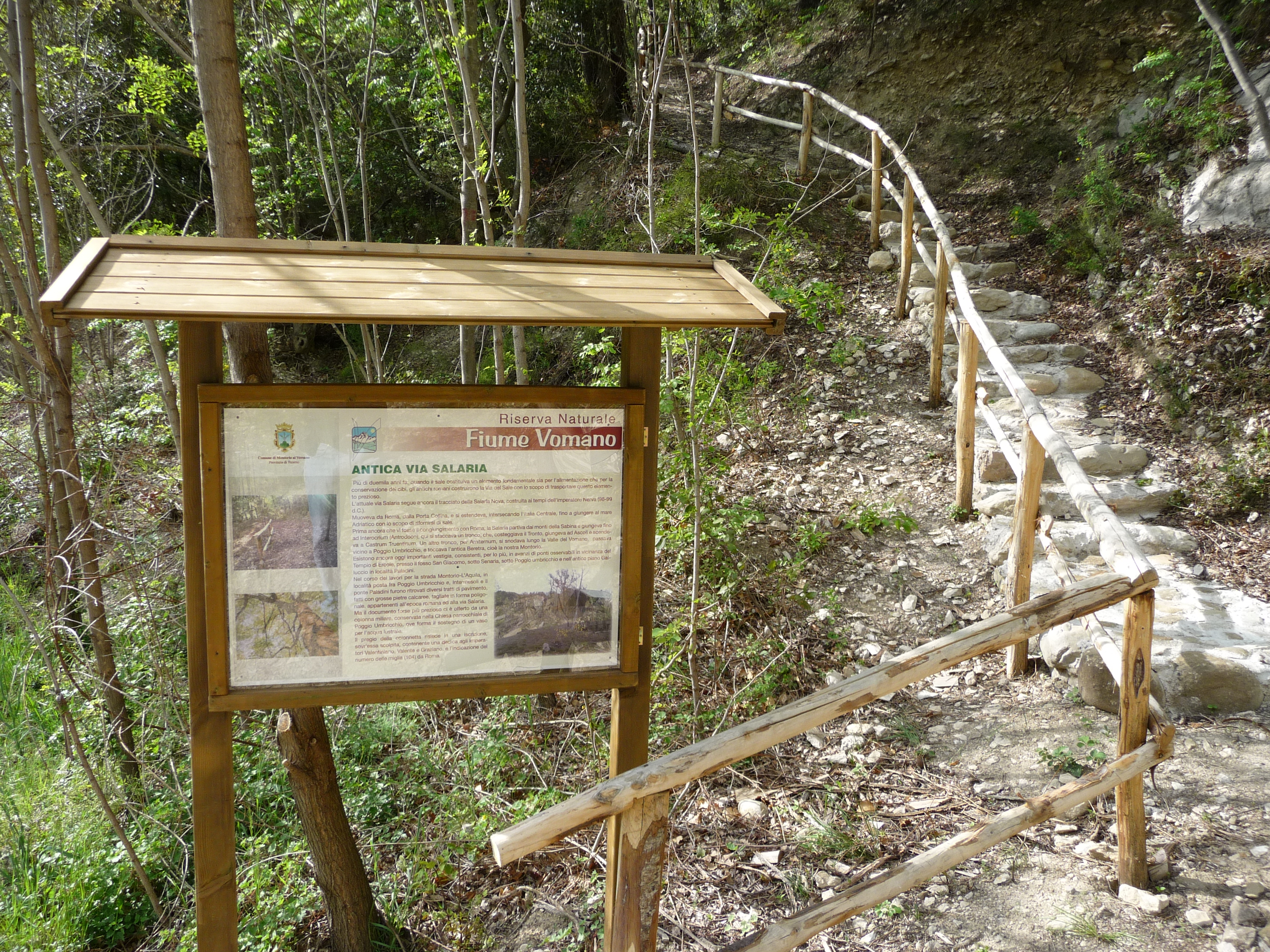
Sentier de randonnée.

Il comprend une superficie d'environ 335 hectares le long du cours du fleuve côtier Vomano. Deux sentiers de randonnée permettent de le visiter. L'un des deux suit le tracé de l'ancienne Via Caecilia, un embranchement de la via Salaria. Plus loin se trouve l'ancien temple d'Hercule, découvert par Felice Barnabei en 1865.

### Flore
Dans la partie supérieure de la zone protégée, le cours d'eau coule entre les parois rocheuses de grès, façonnées par l'action érosive de l'eau. Le long du lit du fleuve se trouvent des formations riveraines de peupliers blancs, de peupliers noirs, de saules rouges, de charmes blancs, d'érables et de noisetiers, tandis que sur certaines parois rocheuses poussent de petites populations de chênes verts. Le microclimat de la réserve permet également la croissance d'un chêne particulier des milieux chauds.

### Faune
Parmi les mammifères, on trouve le hérisson, la taupe, le blaireau, l'écureuil de Calabre, le renard, la fouine, la loutre et le sanglier. 
Quant aux oiseaux, le faucon pèlerin, la buse variable, le guêpier d'Europe, le picidae, le pic, la bouscarle de Cetti et quelques exemples de héron cendré, de Grande Aigrette et de martin-pêcheur d'Europe vivent dans la réserve.
Enfin, la faune piscicole est représentée par le chevesne, le barbeau, la truite.